# 25-й цикл солнечной активности
25-й цикл солнечной активности — это текущий цикл солнечной активности. Он начался в декабре 2019 года со сглаженным минимальным числом 1,8 солнечных пятен. Ожидается, что он продлится примерно до 2030 года.

## Первые признаки

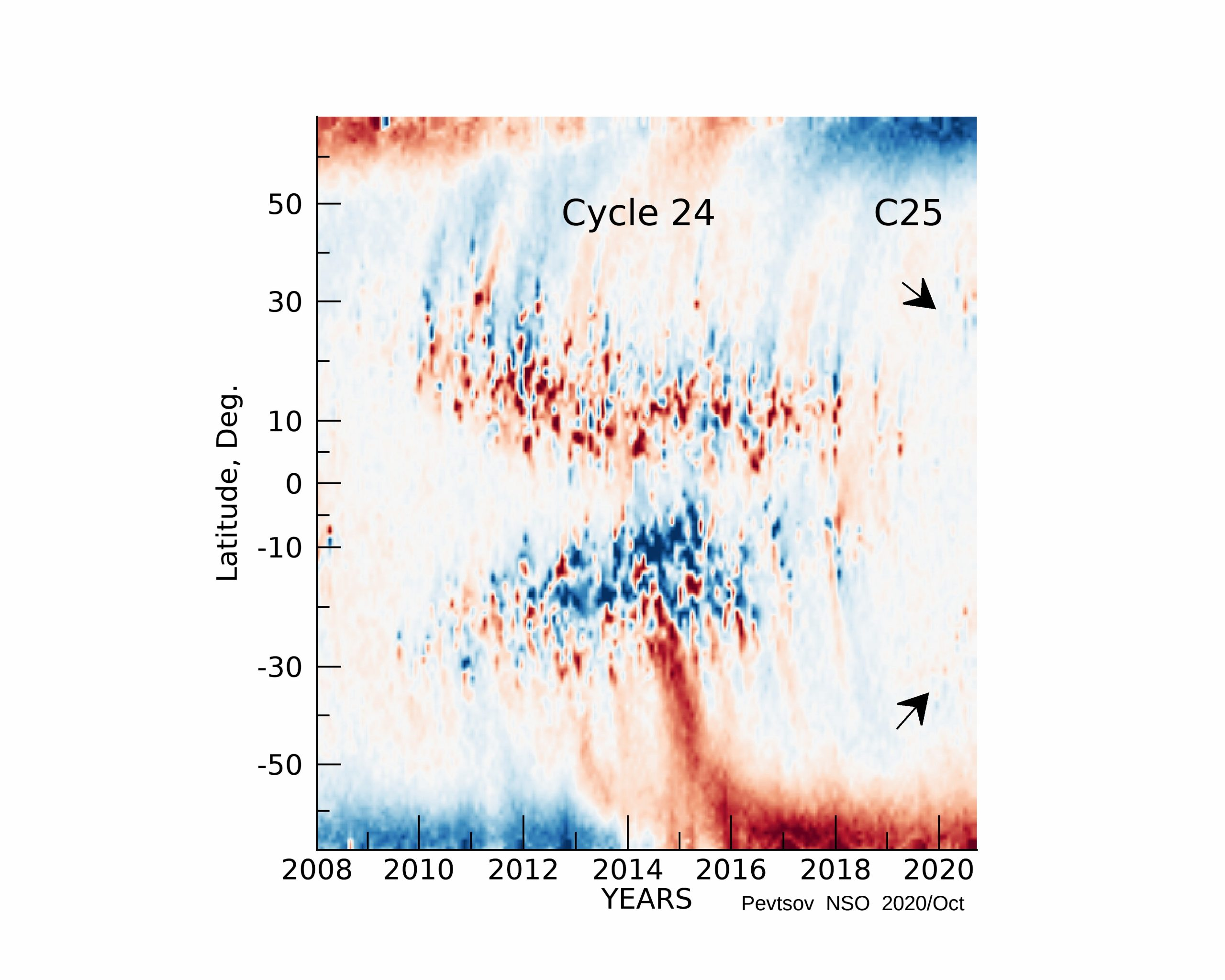
Диаграмма зависимости времени от солнечной широты радиального компонента солнечного магнитного поля (суперсиноптическая карта или диаграмма «бабочка») для цикла 24 на основе синоптических карт целочисленного вращения (с поправкой на нулевую точку) от GONG. Синий / красный показывают поля отрицательной / положительной полярности с шкалой ± 5 Гаусс. Две черные стрелки отмечают приблизительное расположение двух широтных полос 25-го цикла. Данные получены инструментами GONG, эксплуатируемыми NISP/NSO/AURA/NSF.

По состоянию на апрель 2018 года на Солнце появились признаки появления пятна с обратной магнитной полярностью и начала этого солнечного цикла. Обычно во время перехода от одного цикла к другому переживают период, когда существуют солнечные пятна обеих полярностей (во время солнечного минимума). Пятна с обратной полярностью указывают на то, что происходит переход к 25-му циклу. Первое пятно 25-го цикла могло появиться в начале апреля 2018 года или даже в декабре 2016 года.
В ноябре 2019 года появились два солнечных пятна с обратной полярностью, что, возможно, сигнализирует о начале 25-го цикла.
Nandy et al. (2020, Res. Notes of AAS) проанализировали полярную ориентацию биполярных магнитных областей, наблюдавшихся в декабре 2019 года, и пришли к выводу, что магнитные области с основной ориентацией тороидальной компоненты поля 25-го цикла солнечного цикла назревают в зоне солнечной конвекции, что представляет собой ранние признаки нового цикла.
Суперсиноптическая (время в зависимости от солнечной широты) карта радиальной компоненты солнечного магнитного поля для циклов 24-25, основанная на наблюдениях Global Oscillations Network Group (GONG) , показывает магнитную активность 25-го цикла, начиная с ноября 2019 года, примерно на 30 градусах широты в оба солнечных полушария.
По состоянию на 1 декабря 2020 года 25-й солнечный цикл показывает первые признаки того, что он несколько сильнее 24-го солнечного цикла.
- Среднее количество солнечных пятен за 13 месяцев в мае 2020 года составляло 5,6 пятна в день по сравнению с 3,5 за соответствующий месяц в предыдущем цикле.
- В ноябре 2020 года в среднем приходилось 34 пятен в день, на 10 месяцев раньше, чем в первый месяц, и в среднем 30 или более в 24-м цикле.
- Первый отдельный день, в котором было 90 пятен, произошел в 12-м месяце этого цикла, по сравнению с 27-м месяцем в 24-м цикле[7].
- С 1 июня 2020 года было 78 безупречных дней по сравнению со 130 в соответствующий период 24 цикла.

Эти цифры находятся в раннем согласии с новой статьей (октябрь 2020 г.) McIntosh et. al. который прогнозирует, что 25-й цикл солнечной активности почти наверняка будет сильнее, чем SC24 (ISN max 116), и, скорее всего, сильнее, чем SC23 (ISN max 180).

## События
Наиболее значительными по пиковой интенсивности рентгеновского излучения вспышками, согласно данным спутников GOES и SolO были следующие:
| Дата                 | Балл | CME | SPE |
| -------------------- | ---- | --- | --- |
| 23 июля 2024 года    | X14  | +   | +   |
| 20 мая 2024 года     | X12  |     |     |
| 17 июля 2023 года    | X10  |     |     |
| 14 мая 2024 года     | X8.9 |     |     |
| 20 апреля 2022 года  | X2.2 | -   | -   |
| 17 февраля 2023 года | X2.2 |     |     |
| 3 июля 2021 года     | X1.6 | -   | -   |
| 10 мая 2022 года     | X1.5 | +   | -   |
| 30 марта 2022 года   | X1.3 | +   | S1  |
| 29 марта 2023 года   | X1.2 |     |     |
| 3 мая 2022 года      | X1.1 | +   | -   |
| 20 июня 2023 года    | X1.1 | +   | -   |
| 17 апреля 2022 года  | X1.1 | +   | -   |
| 30 апреля 2022 года  | X1.1 | +   | -   |
| 28 октября 2021 года | X1.0 | +   | S0  |
| 31 марта 2022 года   | M9.6 | -   | -   |